# Kältewelle in Nordamerika 2014
Die Kältewelle im Winter 2013/14 in Nordamerika war ein Extremwetterereignis in der ersten Januarhälfte 2014, das Teile Kanadas und der Vereinigten Staaten betraf. Eine arktische Kaltfront in Verbindung mit einem Nor’easter (Nordoststurm) lenkte Kaltluft aus dem Polarwirbel auf den nordamerikanischen Kontinent, was zu schweren Schneefällen und Kälterekorden führte.

## Meteorologie

### Verlauf
Das in der Presse vielfach als Polar vortex (‚Polarwirbel‘) bezeichnete dritte Kälteereignis der Saison bildete ab Dienstag, den 2. Januar 2014, einen Schneesturm aus. Ein mächtiges Tief Hercules führte Kaltluft bis tief nach Nordamerika.
Besonders die Räume Boston, New York und Pennsylvania verzeichneten Sturm und Schneefall bis zu einem guten halben Meter (2 ft).

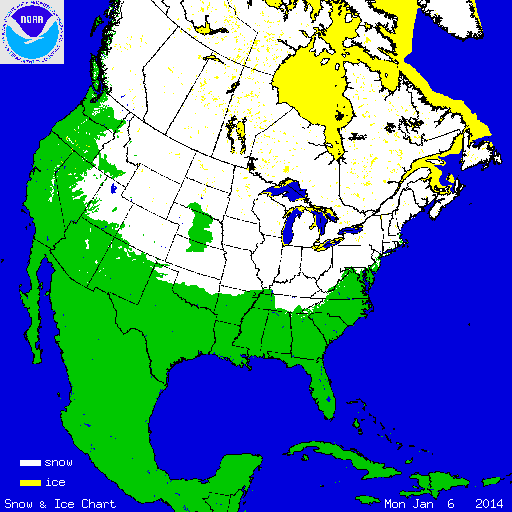
Schneegebiet am 6. Januar 2014 (NOAA, weiß: Schnee, gelb: Eis)

Etwa seit dem 4. Januar waren große Teile der USA von einer Kältewelle betroffen.
Im südlichen Michigan südlich der Großen Seen (42° N, geographische Breite wie Rom) fiel bis zu 50 cm Schnee, in Tennessee (36° N, südlicher als Tunis) noch bis zu 5 cm.
Am Sonntag, den 5. Januar, wurden in Green Bay Temperaturen von −28 °C gemessen, der niedrigste je gemessene Wert. Am O’Hare International Airport in Chicago wurden am 6. Januar −26 °C gemessen, ebenfalls ein Rekordwert.
Am Crane Lake in Minnesota wurden am Montag, 6. Januar, −36 °C gemessen, mit Windchill eine gefühlte Temperatur von bis −60 °C.
Am Dienstag, 7. Januar, erreichte die Kältewelle wiederum die Ostküste der USA.
Dort fiel die Temperatur vielerorts binnen 24 Stunden von +12 °C auf −14 °C.
New York meldete am Morgen 4 Grad Fahrenheit (−13,8 °C); dies brach einen 118 Jahre alten Rekord.
Mittwochs, 8. Januar, erreichte ein neues Tief mit 939 hPa Kerndruck über der Davisstraße vor Labrador den Minimalwert.

### Ursachen und großklimatische Lage
Bereits um den 6. Dezember 2013
hatte es eine Kältewelle in den Vereinigten Staaten gegeben, mit schweren Schneefällen im Nordosten in der Folgewoche.
In Zentral- und Ostkanada gab es etwa vom 20. bis zum 23. Dezember 2013 einen Eissturm (Toronto ice storm).
Ein Hoch über dem Nordpazifik und das Tief Hercules über dem Nordatlantik wirkten zusammen. Diese beiden riesigen Luftwirbel brachten Polarluft, die als Nor’easter im Raum Mittlerer Westen – Große Seen – Hudson Bay („Americas Icebox“) bis tief in den Süden der USA vordrang. Die Wirkung der Kälte wurden durch den Windgang verstärkt, welcher aufgrund des enormen Druckgefälles Sturmstärken erreichte.
Zentrales Phänomen ist eine abnorm starke Schwingung des Jet Streams der Nordhalbkugel (Arktische Oszillation, AO), die eine stehende Welle mit nur zwei Perioden etwa entlang des 50sten Breitengrades ausbildete (atmosphärische Blockierung). Der Index der Arktischen Oszillation fiel von Mitte Dezember bis Anfang Januar rapide von +4 auf −2.
Dadurch wurden regional die Luftmassen der gemäßigten Breiten intensiv mit Polarluft vermischt und weit in den Norden und Süden verfrachtet.
Am Nordpol herrschten um den 5. Januar dieselben Temperaturen wie im zentralen Nordamerika.
Über Ostsibirien bildete sich schon im späteren Dezember explosiv eine Wärmewelle aus. (um über +10 °C in Wladiwostok, erste Januarwoche; Nowosibirsk weitaus wärmer als Chicago).
Gleichzeitig transportierte auch das Pazifiktief Warmluft über die amerikanische Westküste bis Alaska (+29 °C in Florida, 6. Januar)
Der Kaltluftvorstoß erreichte mehrfach auch Hawaii (Schnee am Mauna Kea 28.12.; −8 °C am 6. Januar).
Die vor Weihnachten über Nordamerika liegenden Warmluftmassen wurden ostwärts über den Nordatlantik gedrängt. Tief Hercules, dann auch Christina genannt, führte an seiner anderen Seite subtropische Warmluft nach Europa (+16 °C München, 6. Januar). Hoher Wellengang schlug an die Atlantikküsten der Iberischen Halbinsel und Unwetter verursachten schwere Überschwemmungen auf den britischen Inseln (siehe Sturmflut an der europäischen Atlantikküste im Februar 2014 und Überschwemmungen in England 2013–2014).
Eine extreme Kältewelle herrscht auch in Zentralasien (−11 °C Kurigram, Nord-Bangladesch, Ende Dezember; etliche Todesopfer).
Parallel wies die Südhalbkugel eine außergewöhnlich stabile Temperaturverteilung der sommerlichen Wärme auf. In der Antarktis war es vergleichsweise freundlich, in Australien herrscht eine extreme Hitzewelle (+54 °C Oodnadatta 3.1.),
desgleichen auch in Südamerika, mit einer Hitzewelle im Süden von Brasilien, Argentinien und Uruguay (+40 °C Rio de Janeiro, 9. Januar),
und einer langanhaltende Dürre in Chile mit schweren Waldbränden.
|  | Weltkarte der kombinierten Druck- und Temperaturanomalie, 6. Dez. 2013 – 5. Jan. 2014, Amerika Mitte rechts: Die Animation zeigt die Blockadesituation, den stark gedämpften Westwinddrift durch die extrem starke Arktische Oszillation bis Ende Dezember und das explosive Ausbilden der Sibirien-Wärmeanomalie, mit den Kältewellen über Nordamerika und Zentralasien. Die Südhalbkugel ist abnorm ruhig. (NOAA/NCEP/CPC 10-hPa Temp Anoms, gleitendes 11-Tages-Mittel) |
|  | Die Nördliche Hemisphäre mit Tiefdruckgebieten, Höhentrögen und Jetstream, 5. Jan. 2014, Nordamerika unten: Gegen Amerika verlagertes hohes Polartief, die südgedrängte Druckanomalie mit einem Tief über Zentralkanada. Parallel ein mächtiges Islandtief (Hercules, rechts), ein Höhentief über Zentralsibirien (oben) und ein kräftiges Nordpazifiktief (links). Hochdruckbrücken über Ostsibirien und Alaska. (NOAA/NCEP/CPC Northern Hemisphere, Potential 500 hPa)   |

## Folgen der Kältewelle

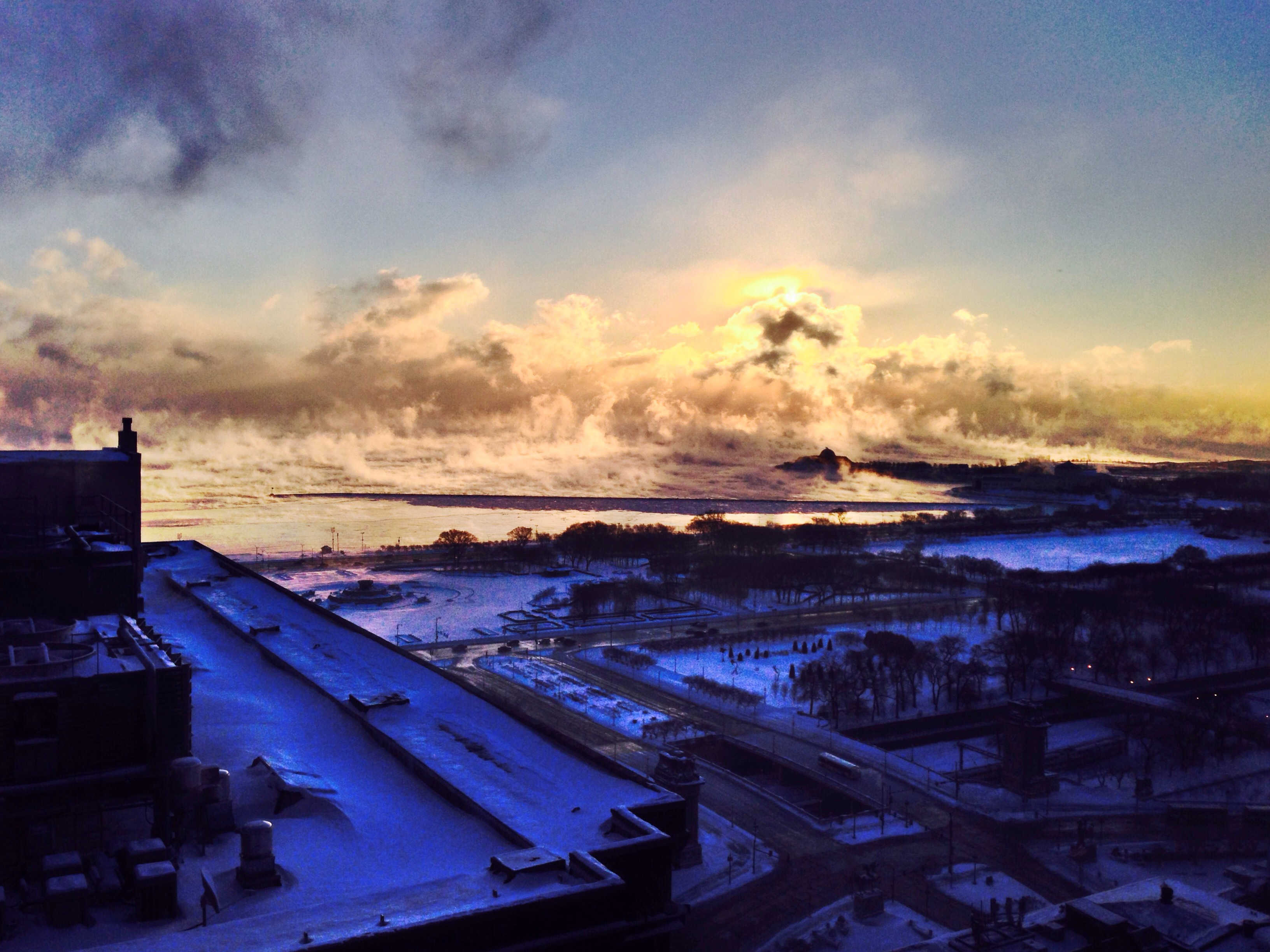
Froststimmung in Chicago, −15 °C, 6. Januar morgens

Insgesamt waren von der Naturkatastrophe über 180 Millionen Menschen betroffen.
Mehr als 20 Todesfälle werden den Auswirkungen des Kälteeinbruchs zugeschrieben, verursacht insbesondere durch die schlechten Straßenverhältnisse und die extreme Kälte.
Viele Flüge fielen aus, ebenso verbreitet der Schulunterricht. Zugverbindungen nach Chicago wurden teilweise gestrichen.
Auf Neufundland waren durch einen Stromausfall am 5. Januar etwa 190.000 Haushalte ohne Strom.
In den Südstaaten Louisiana und Mississippi beeilten sich Landwirte mit einer vorgezogenen Zitronenernte, um einer Zerstörung der Früchte durch Frost zuvorzukommen.
Wie bei Kältewellen in Nordamerika oft zu beobachten ist, sanken die Temperaturen in Nordeuropa drei Wochen später merklich ab.